# Jason Junosza Smogorzewski
Jason Junosza Smogorzewski, imię świeckie Jan (ur. 3 marca 1715, zm. 1 listopada 1788 w Radomyślu) – arcybiskup metropolita unicki.

## Życiorys
Pochodził z polskiej rodziny szlacheckiej herbu Junosza, obrządku łacińskiego, która posiadała dobra na Litwie. W 1731 wstąpił do nowicjatu bazylianów w Byteniu, zmieniając obrządek na unicki i przyjmując imię Jason (jego chrzestne imię brzmiało Jan). W latach 1734–1740 studiował w Kolegium Greckim św. Atanazego w Rzymie. W 1740 przyjął święcenia kapłańskie i wrócił do Polski. Przebywał w klasztorach bazyliańskich w Supraślu i Warszawie, a potem w Połocku, u boku miejscowego arcybiskupa unickiego, Floriana Hrebnickiego. Od 1748 oficjał bracławski.
Od 1752 do 1758 przebywał w Rzymie, jako przedstawiciel Hrebnickiego, wtedy już metropolity kijowskiego. Tam został konsekrowany w 1758 na biskupa witebskiego (sufragania archidiecezji połockiej). Przeprowadził przebudowę katedry św. Sofii w Połocku. W 1762 objął arcybiskupstwo połockie. W 1764 roku był elektorem Stanisława Augusta Poniatowskiego z województwa połockiego. Zwalczał wpływy prawosławia w swej archidiecezji. W 1767 został kawalerem Orderu Świętego Stanisława. Podczas konfederacji barskiej poparł partię królewską w województwie połockim. Po pierwszym rozbiorze Polski, ponieważ większość jego archidiecezji znalazła się w Rosji, złożył hołd carycy Katarzynie II, jednocześnie zapewniając o swej lojalności króla Stanisława Augusta Poniatowskiego. W 1779 po śmierci metropolity Felicjana Filipa Wołodkowicza powrócił do Polski i objął administrację metropolii kijowskiej, czynił jednocześnie starania o zatrzymanie arcybiskupstwa połockiego, na co Katarzyna II nie zgodziła się. Przyczynił się wówczas do reorganizacji bazylianów i ufundowania unickiej cerkwi Zaśnięcia Matki Bożej w Warszawie. W 1781 został metropolitą kijowskim. Podlegały mu diecezje unickie w Polsce i w Galicji. Stanowczo zwalczał prawosławną agitację, popadł przez to w konflikt z ambasadorem carskim. W Radomyślu podjął budowę centrum metropolitarnego, obejmującego katedrę Św. Trójcy, pałac, bibliotekę, seminarium duchowne i park. Zarówno w życiu prywatnym, jak i w stosunkach kościelnych posługiwał się głównie językiem polskim. Od 1788 czynił starania o uzyskanie miejsca w senacie dla metropolitów unickich – te zabiegi przerwała mu śmierć.